# (1396) Outeniqua
(1396) Outeniqua ist ein Asteroid des Hauptgürtels, der am 9. August 1936 vom südafrikanischen Astronomen Cyril V. Jackson in Johannesburg entdeckt wurde.
Der Name des Asteroiden ist vom Outeniqua-Gebirge in Südafrika abgeleitet.